# منتخب تايلاند لدوري الرغبي
منتخب تايلاند لدوري الرغبي هو ممثل تايلاند الرسمي في المنافسات الدولية في دوري الرغبي .